# ألان راي قاي
ألان راي قاي هو سياسي كندي، ولد في 18 مايو 1926. انتخب عضو المجلس التشريعي من ساسكاتشوان.